# BASE (telecommunicatie)
BASE is sinds 1999 de derde operator op de Belgische markt voor mobiele telefonie naast Proximus en Orange. Het bedrijf commercialiseert zijn producten en diensten via de BASE Shops, online en via indirecte kanalen. Op 31 december 2015 telt BASE 3,15 miljoen mobiele klanten in België.
BASE was een onderdeel van het Nederlandse Koninklijke KPN. Tot 1 juni 2009 heette het bedrijf BASE N.V./S.A., daarna KPN Group Belgium N.V./S.A.. BASE werd vanaf dan enkel nog een merknaam die door het bedrijf gevoerd wordt. In 2013 veranderde het bedrijf opnieuw van naam en werd het BASE Company. Sinds 1 augustus 2013 was dat de officiële naam. Sinds 11 februari 2016 is Telenet de nieuwe eigenaar.
Het hoofdkantoor van BASE is gevestigd in Sint-Lambrechts-Woluwe.

## Geschiedenis

### KPN Orange
BASE werd in 1999 opgericht als KPN Orange. Het bedrijf is op dat moment voor de helft eigendom van de Nederlandse operator Royal KPN NV en voor de andere helft van de Britse operator Orange PLC. Deze twee hadden juist samen de derde licentie voor de exploitatie van het Belgische gsm-netwerk in de wacht gesleept. KPN Orange bouwde een volledig nieuw gsm-netwerk uit om zijn diensten in onder te brengen. Sinds 2 april 1999 commercialiseerde KPN Orange zijn producten onder de merknaam Orange.
Orange werd de derde operator voor mobiele telefonie in de Belgische markt, na Belgacom – de operator die sinds 1994 actief is onder het merk Proximus – en Mobistar, met France Télécom als hoofdaandeelhouder, dat zich vanaf 1996 op de Belgische markt stortte.
In januari 2000 telde Orange 100.000 mobiele klanten, tegenover drie miljoen voor zijn twee concurrenten samen.

### KPN Mobile
Toen France Télécom in februari 2001 de Britse operator Orange overnam, werd KPN Orange integraal overgenomen door KPN Mobile. France Télécom – die al op de Belgische markt actief was via Mobistar – mocht immers geen twee concurrerende netwerken controleren. KPN kreeg toestemming om gedurende een overgangsperiode de merknaam Orange te blijven gebruiken.
De identiteitswijziging volgde in 2002 toen KPN koos voor de nieuwe naam BASE. BASE was actief met het motto "Freedom of speech". Het logo van BASE werd olijfgroen met hemelsblauw. Na de volledige overname positioneerde BASE zich als de prijsleider.
In 2004, vijf jaar na de start, telde BASE 1,517 miljoen mobiele klanten. Mobistar had op dat moment 2,85 miljoen klanten; Proximus telde er dan 4,2 miljoen.
In 2006 lanceerde BASE de dienst BASE Zero, de eerste formule waarbij de klant een account kon openen zonder activerings- of abonnementskosten.
In 2007 lanceerde het bedrijf BASE Platinum, het eerste Belgische tariefplan waarmee de abonnee tegen een vaste prijs onbeperkt kon bellen naar alle netwerken.
Deze strategie sloeg aan. In april 2008 overschreed BASE de symbolische kaap van drie miljoen mobiele klanten in België. Het bedrijf zag zijn marktaandeel voortdurend groeien. In de lente van 2009 bedroeg het voor het eerst 25%.
BASE Company had ondertussen in 2007 TELE2/Versatel overgenomen dat actief was in vaste producten (telefonie en internet) voor de residentiële en de professionele markt. De eigen merknaam bleef nog even bestaan. In oktober 2009 werd BASE de nieuwe naam van het handelsmerk TELE2 voor de residentiële markt.
Op 25 november 2009 verkocht BASE de volledige professionele activiteit van het vroegere TELE2/Versatel aan Mobistar, inclusief zijn glasvezelnetwerk (1.800 km kabel).

### BASE Company
"We challenge, you win" verving in 2013 het vroegere motto "Freedom of speech".
Tegelijkertijd stapte het bedrijf af van de naam KPN Group Belgium en koos voor BASE Company: een nieuwe naam om alle verwarring tussen de groep en zijn merk te voorkomen en de Belgische wortels van het bedrijf nog iets meer te benadrukken.
Op 17 april 2013 onthulde BASE zijn nieuwe ambities door zijn klanten onbeperkte mobiele telefonie aan te bieden vanaf 39 euro per maand. Dit was een nooit eerder gezien prijs: tot dan moest men in België minstens 60 euro per maand ophoesten voor een vergelijkbare service (onbeperkt bellen en sms'en + 2 GB aan data).

### SNOW
Op 5 februari 2013 lanceerde BASE SNOW, een 'triple play'-aanbod met vaste telefonie, internet met hoge snelheid en digitale televisie. Deze uitbreiding werd mogelijk dankzij een handelsakkoord met Belgacom, dat het bedrijf toegang verleende tot zijn netwerk om zijn vaste diensten uit te rollen.
BASE botste hier echter op de complexiteit, met hoge contentkosten in verhouding tot het marktaandeel dat zijn aanbod bijeen kan sprokkelen.
Deze toestand dwong het bedrijf terug te komen op zijn ambities: in december 2014 werd meegedeeld dat SNOW zou worden stopgezet. De dienst werd definitief stopgezet op 30 juni 2015.

### Mobiel internet en overname ALLO Telecom
In 2015 werd de aandacht verlegd naar de opmars van het gebruik van mobiel internet. "Go Mobile" werd de nieuwe leus.
BASE Company nam intussen het vroegere distributienetwerk van ALLO Telecom (45 verkooppunten) over.
Eind juni 2015 telde BASE Company 3.224.000 mobiele klanten, goed voor 21% van de mobieletelecommunicatiemarkt in België wat betreft inkomsten.

### BASE
In september 2017 lanceerde Base abonnementen die zichzelf aanpassen aan het verbruik van de klant. Die betaalt een vast maandbedrag waarmee hij meer belminuten of meer mobiele data krijgt, afhankelijk van het verbruik. Het was de eerste provider waarbij restjes van data en belminuten konden worden overdragen naar de volgende maand.
Eind 2019 werd de slogan aangepast naar Based on you.

## Partnerships
Naast zijn hoofdmerk voor het grote publiek (BASE) hanteert BASE Company een strategie waarbij het zijn netwerk voor andere operatoren openstelt: virtueel (namelijk via MVNO's die het fysieke netwerk van BASE huren) en via partnerschappen (namelijk met partners-dealers die verbonden zijn met BASE Company maar onder een ander merk en met een andere commerciële strategie die meer op een specifiek publiek mikt).
In die context lanceerde het bedrijf in 2003 het eerste specifieke telecommunicatieaanbod voor de Turkse gemeenschap in België (Türk Telekom Mobile). Later volgden andere segmenteringen, andere partnerschappen en andere merken. Deze kunnen etnisch zijn (ORTEL) of gericht op een specifiek publiek: jongeren (JIM Mobile), sms-gebruikers (Allo RTL) of pragmatische consumenten (Aldi Talk, Simyo).
BASE Company was ook aandeelhouder van Mobile Vikings, dat zijn diensten voor mobiele telefonie via het netwerk van BASE Company uitbaatte met een MVNO-contract (virtuele operator). In 2016 nam Medialaan het bedrijf over.

## Netwerkspecialisatie
De eerste mobiele 2G-licentie werd in 1998 aangekocht, zodat de voicediensten vanaf het voorjaar 1999 gelanceerd konden worden.
In april 2009 lanceerde BASE 3G. Op 2 oktober 2013 was BASE Company, na Proximus, de 2de Belgische operator die 4G lanceerde in 15 grote Belgische steden.
Medio 2014 werd het 4G-netwerk verruimd tot Brussel, na een aanpassing de Brusselse wetgeving voor de stralingsnormen die de 4G-uitrol in Brussel tot dan verhinderde.
In samenwerking met ZTE was BASE Company in februari 2013 – tijdens een demosessie in Hasselt – de eerste Belgische operator die de LTE Advanced-technologie (4G+) testte. Er worden snelheden gemeten tot 250 Mbps. De klant kan hiermee in minder dan 1 seconde een bestand van 10 MB downloaden.
Eind december 2015 bereikte het netwerk van BASE Company 99,9% van de Belgische bevolking in 2G, 99% in 3G en 90% in 4G (dekking buitenshuis).
Op datzelfde moment beschikt 65% van de postpaidklanten van BASE over een smartphone.

## Overname door Telenet
Op 20 april 2015 meldde KPN dat het met de Vlaamse kabeloperator Telenet een akkoord heeft bereikt over de verkoop van BASE Company. Het betreft een transactie van 1,325 miljard euro. De overname moest goedgekeurd worden door de Europese Commissie. Om de markt niet al te veel te verstoren met deze overname, werd het belang van 50 procent in Mobile Vikings van BASE verkocht aan Medialaan. JIM Mobile, tot dan een joint venture van BASE en Medialaan, kwam volledig in handen van dat laatste bedrijf. Hierop keurde de Europese Commissaris voor Mededinging de overname in februari 2016 goed. Op 11 februari is de verkoop van BASE aan Telenet afgerond. BASE Company verdween daarmee als bedrijfsnaam.

## Zonenummers
Oorspronkelijk gebruikte BASE (toen nog KPN Orange) het zonenummer 0486; later werd dit uitgebreid met een aantal andere 048x-nummers. Sinds de nummeroverdraagbaarheid tussen de mobiele operatoren is het echter niet meer duidelijk welk nummer bij welke operator hoort. Wel blijft Base nummers uitgeven met de prefix 048x. De prefixen 047x en 049x behoren respectievelijk tot Proximus en Orange (vroeger Mobistar). De prefix 046x is toegekend aan Telenet.

### Sponsoring
BASE is sinds 2005 sponsor van voetbalclub Standard de Liège.